# Жули Зенати
Жули Зенати (на френски: Julie Zenatti) е френска певица, родена на 5 февруари 1981 г. в Париж, Франция.

## Дискография
- Fragile 2000
- Dans les yeux d'un autre 2002
- Comme vous... 2004
- La boîte de Pandore 2007